# Janvier 2010 en sport
Pour un article plus général, voir 2010 en sport.
Cette page concerne l'actualité sportive du mois de Janvier 2010

## Faits marquants

### Vendredi1erjanvier

#### Cyclisme
- En cyclo-cross, le Belge Sven Nys remporte la sixième épreuve du Trophée Gazet van Antwerpen[1].

#### Football américain
- Bowls universitaires :
  - Outback Bowl à Tampa (Floride) : Northwestern Wildcats - Auburn Tigers, 38-35 [2],[3]
  - Gator Bowl à Jacksonville (Floride) : Florida State Seminoles - (16) West Virginia Mountaineers, 33-21 [4]
  - Capital One Bowl à Orlando (Floride) : (13) Penn State Nittany Lions  - (12) LSU Tigers, 19-17 [5]
  - Rose Bowl à Pasadena (Californie) : (8) Ohio State Buckeyes - (7) Oregon Ducks, 26-17 [6]
  - Sugar Bowl à La Nouvelle-Orléans : (3) Cincinnati Bearcats - (5) Florida Gators, 24-51 [7]

#### Hockey sur glace
- Classique hivernale 2009 de la LNH à Fenway Park (Boston). Les Bruins de Boston gagnent en prolongation 2-1 face aux Flyers de Philadelphie[8].

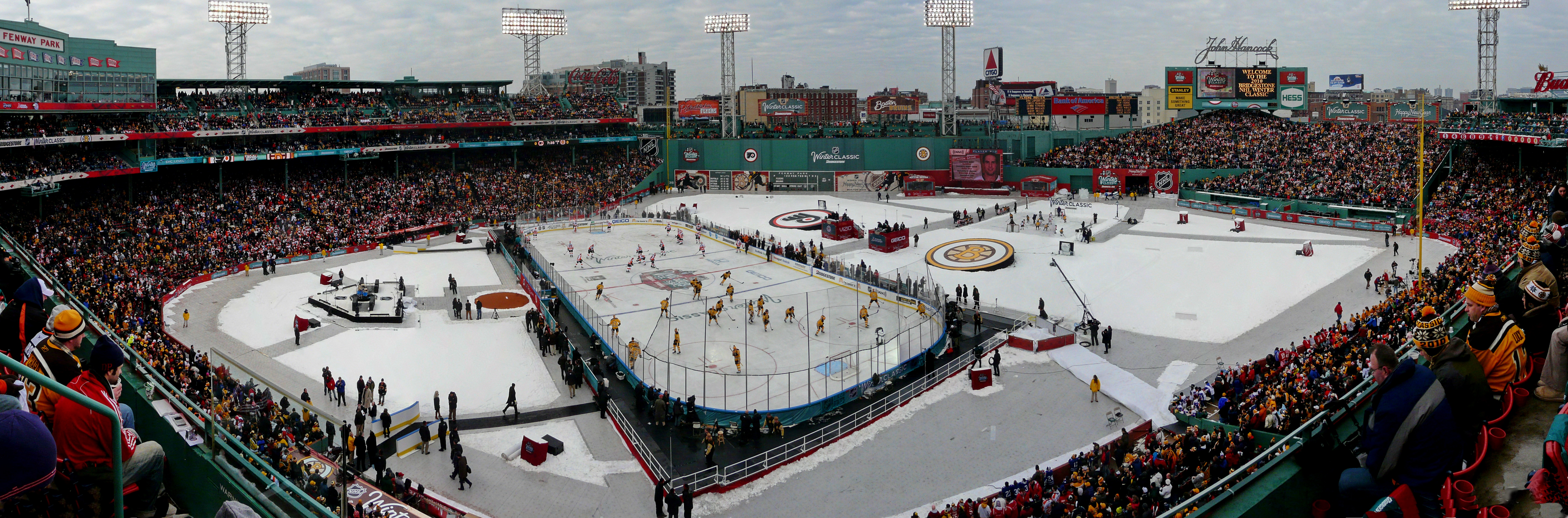
Fenway transformé en patinoire

#### Natation sportive
- Entrée en vigueur de nouvelles règles de la Fédération internationale de natation : interdiction des combinaisons et introduction de nouveaux plots. Sur ceux-ci, un plan incliné peut être adapté pour reposer le pied arrière au moment du départ[9].

#### Rallye-raid
- Rallye Dakar : départ donné à Buenos Aires en Argentine devant 200 000 spectateurs[10].

#### Saut à ski
- Tournée des quatre tremplins : l'Autrichien Gregor Schlierenzauer remporte le concours de Garmisch-Partenkirchen en Allemagne. Après deux des quatre étapes de la tournée, l'Autrichien Andreas Kofler est en tête du classement général. Après 8 des 23 concours de la Coupe du monde, le Suisse Simon Ammann, troisième à Garmisch, est en tête[11],[12].

#### Ski de fond
- Tour de ski, prologue à Oberhof en Allemagne :
  - Sur 2,5 km en style libre pour les féminines, la Slovène Petra Majdic s'impose[13].
  - Sur 3,75 km en style libre pour les masculins, le Norvégien Petter Northug s'impose[14].

### Samedi2 janvier

#### Combiné nordique
- Huitième des dix-neuf étapes de la Coupe du monde à Oberhof en Allemagne :
  - HS140 / 10 km : le Finlandais Hannu Manninen remporte l'étape tandis que le Français Jason Lamy-Chappuis renforce sa position de leader de la Coupe du monde en terminant troisième[15].

#### Football
- En Angleterre, trente-deuxièmes de finale de FA Cup avec l'entrée en lice des clubs de Premier League.

#### Football américain
- Bowls universitaires :
  - International Bowl à Toronto au Canada : South Florida Bulls - Northern Illinois Huskies, 27-3[16]
  - Papajohns.com Bowl à Birmingham (Alabama) : UConn Huskies - South Carolina Gamecocks, 20-7[17]
  - Cotton Bowl à Arlington (Texas) : (19) Oklahoma State Cowboys - Ole Miss Rebels, 7-21[18]
  - AutoZone Liberty Bowl à Memphis (Tennessee) : East Carolina Pirates - Arkansas Razorbacks, 17-20[19]
  - Alamo Bowl à San Antonio : Michigan State Spartans - Texas Tech Red Raiders, 31-41[20]

#### Hockey sur glace
- Championnat du monde junior à Saskatoon (Saskatchewan) au Canada, quarts de finale :
  - Russie 2-3 Suisse [21]
  - États-Unis 6-2 Finlande[22]

#### Luge
- Cinquième des dix étapes de la Coupe du monde à Königssee en Allemagne :
  - Femmes : l'Allemande Tatjana Hüfner remporte sa quatrième épreuve cette saison[23].
  - Doubles : les Allemands Tobias Wendl et Tobias Arlt s'imposent[24].

#### Rallye-raid
- Rallye Dakar, première étape entre Colón et Córdoba en Argentine : l’Espagnol Nani Roma s'impose en voiture tandis que le Français David Casteu remporte l'étape à moto[25]. Cette étape est endeuillée par le décès d'une spectatrice, percutée par une voiture lors d'une sortie de route[26].

#### Ski de fond
- Tour de ski, première étape à Oberhof en Allemagne :
  - Sur 10 km en style classique pour les femmes. La Polonaise Justyna Kowalczyk s'impose et prend la tête du classement général[27].
  - Sur 15 km en style classique pour les hommes. Déjà en tête du classement général à l'issue du prologue, le Norvégien Petter Northug remporte l'étape[27].

### Dimanche3 janvier

#### Combiné nordique
- Neuvième des dix-neuf étapes de la Coupe du monde à Oberhof en Allemagne, HS140 / 10 km http : l'Américain Johnny Spillane remporte la manche et le Français Jason Lamy-Chappuis, quatrième, conserve son dossard de leader de la Coupe du monde[28].

#### Football
- En Angleterre, les trente-deuxièmes de finale de FA Cup donne lieu à une surprise avec l'élimination à domicile de Manchester United 0-1 par l'un de ses rivaux historiques, Leeds United, qui opère en troisième division[29]. C'est la première fois depuis six ans que les deux formations s'affrontent à la suite de l'effondrement financier de Leeds[30].

#### Football américain
- Dernière semaine de la saison régulière 2009 de NFL : les Jets de New York et Ravens de Baltimore prennent les deux dernières places qualificatives pour les play-offs. Pittsburgh, champion sortant, est recalé[31].

#### Hockey sur glace
- Championnat du monde junior à Saskatoon (Saskatchewan) au Canada, demi-finales :
  - Canada 6-1 Suisse[32]
  - Suède 2-5 États-Unis [33]

#### Luge
- Cinquième des dix étapes de la Coupe du monde à Königssee en Allemagne, épreuve masculine : le Russe Albert Demtschenko remporte son deuxième succès consécutif en Coupe du monde[34].

#### Rallye-raid
- Rallye Dakar, deuxième étape entre Córdoba et La Rioja en Argentine : le Français David Frétigné gagne l'étape à moto ; son compatriote David Casteu reste en tête du classement général[35]. En auto, le Qatarien Nasser Al-Attiyah s'impose à La Rioja et prend la tête du classement général[36].

#### Rugby à XV
- Dix-septième journée du championnat de France de rugby Top 14. Les deux premiers au classement, Castres olympique et l'ASM Clermont, l'ont emporté alors que le Racing Métro 92, classé troisième, est battu à domicile par Bourgoin.

#### Saut à ski
- Tournée des quatre tremplins à Innsbruck en Autriche : deux jours après sa victoire à Garmisch, l'Autrichien Gregor Schlierenzauer s'impose à Innsbruck[37].

#### Ski alpin
- Coupe du monde de ski alpin à Zagreb en Croatie, slalom féminin : la Française Sandrine Aubert enlève le slalom de Zagreb et prend la tête du classement de la Coupe du monde de la spécialité[38].

#### Ski de fond
- Tour de ski, deuxième étape à Oberhof en Allemagne :
  - Sprint féminin en style classique : la Slovène Petra Majdic s'impose tandis que la Polonaise Justyna Kowalczyk conserve la tête du classement général[39].
  - Sprint masculin en style classique : le Norvégien Eldar Roenning gagne l'étape et son compatriote Petter Northug reste en tête du classement général[40].

#### Tennis
- Hors tournois de qualification, ouverture de la saison officielle du WTA Tour avec les premiers matchs de l'Open de Brisbane. Le tête de série N°1, la Belge Kim Clijsters, passe le premier tour[41].

### Lundi4 janvier

#### Football américain
- Bowls universitaires, Fiesta Bowl à Glendale (Arizona) : (6) Boise State Broncos - (4) TCU Horned Frogs, 17-10 [42]

#### Rallye-raid

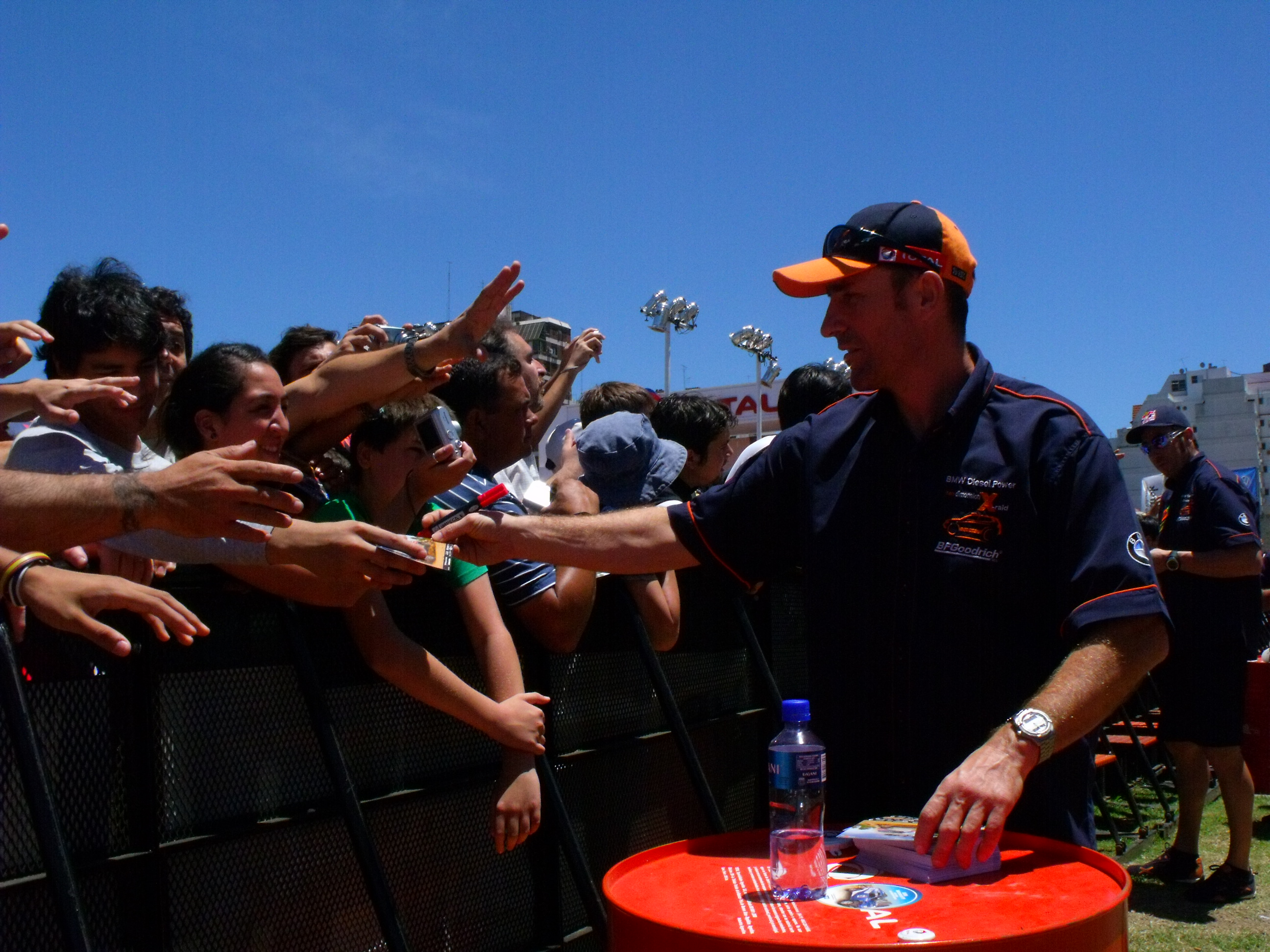
Stéphane Peterhansel sur le Dakar 2010

- Rallye Dakar, troisième étape entre La Rioja et Fiambalá en Argentine : le Français Cyril Despres remporte l'étape à moto et prend la tête du classement général[43]. Idem en auto avec le Français Stéphane Peterhansel[44].

#### Ski de fond
- Tour de ski, troisième étape à Prague en République tchèque :
  - Sprint féminin style libre : la Russe Natalia Korosteleva s'impose[45].
  - Sprint masculin style libre : le Suédois Emil Joensson s'impose[46].

#### Tennis
- Hors tournois de qualification, ouverture de la saison officielle de l'ATP World Tour avec les premiers matchs de l'Open de Doha et de l'Open de Chennai.

### Mardi5 janvier

#### Football américain
- Bowls universitaires, Orange Bowl à Miami Gardens (Floride) : (10) Iowa Hawkeyes - (9) Georgia Tech Yellow Jackets, 24-14 [47]

#### Hockey sur glace
- Championnat du monde junior à Saskatoon (Saskatchewan) au Canada :
  - Finale : Canada 5-6 États-Unis [48].
  - Match 3e place : Suisse 4-11 Suède [49].

#### Rallye-raid
- Rallye Dakar, quatrième étape entre Fiambalá (Argentine) et Copiapo (Chili) : l'Espagnol Marc Coma gagne l'étape à moto[50] tandis que l'Américain Robby Gordon s'impose en auto[51].

### Mercredi6 janvier

#### Baseball
- Le voltigeur Andre Dawson est élu au Temple de la renommée du baseball[52].

#### Biathlon
- Quatrième étape de la Coupe du monde à Oberhof en Allemagne : la Russie remporte le relais féminin (4x6 km)[53].

#### Football américain
- Bowls universitaires, GMAC Bowl à Mobile (Alabama) : Troy Trojans - Central Michigan Chippewas, 41-44 après deux prolongations[54].

#### Rallye-raid
- Rallye Dakar, cinquième étape entre Copiapo et Antofagasta au Chili. L'Américain Mark Miller s'impose en auto. Le Français Stéphane Peterhansel perd la tête du classement général au profit de l'Espagnol Carlos Sainz, deuxième de l'étape du jour[55]. En catégorie moto, le Chilien Francisco Lopez Contardo gagne une étape marquée par l'abandon sur chute du Français David Casteu. Son compatriote Cyril Despres, deuxième à Antofagasta, consolide sa première place au classement général[56].

#### Saut à ski
- Tournée des quatre tremplins à Bischofshofen en Autriche ; l'Autrichien Thomas Morgenstern remporte le concours mais c'est son compatriote Andreas Kofler qui enlève pour la première fois de sa carrière la tournée[57].

#### Ski alpin
- Étape de la Coupe du monde à Zagreb en Croatie : l'Italien Giuliano Razzoli remporte le slalom masculin[58].

#### Ski de fond
- Tour de ski, quatrième étape à Cortina d'Ampezzo–Dobbiaco en Italie :
  - 15 km style libre féminin (départ handicap) : l'Italienne Arianna Follis gagne l'étape tandis que la Polonaise Justyna Kowalczyk tient toujours la première place du classement général[59].
  - 36 km style libre masculin (départ handicap) : le Norvégien Petter Northug s'impose. Il est en tête du classement général[60].

#### Snowboard
- Étape de la Coupe du monde à Kreischberg en Autriche, slalom parallèle : le canadien Jasey-Jay Anderson gagne chez les hommes. L'épreuve féminine est enlevée par la Néerlandaise Nicolien Sauerbreij[61].

### Jeudi7 janvier

#### Biathlon
- Quatrième étape de la Coupe du monde à Oberhof en Allemagne : la Norvège remporte la relais masculin 4 × 7,5 km[62].

#### Football américain
- Bowls universitaires, BCS National Championship Game à Pasadena (Californie) : (2) Texas Longhorns - (1) Alabama Crimson Tide, 21-37[63].

#### Rallye-raid
- Rallye Dakar, sixième étape entre Antofagasta et Iquique au Chili. En auto, le Français Stéphane Peterhansel s'impose sur une étape marquée par l'accident de l'Italien Luca Man. L'Espagnol Carlos Sainz consolide sa première place au classement général vis-à-vis de ses concurrents directs[64]. En catégorie moto, le Français Marc Coma s'impose à Iquique tandis que son compatriote Cyril Despres, deuxième sur l'étape, reste du tête du classement général[65].

#### Ski de fond
- Tour de ski, cinquième étape à Cortina d'Ampezzo–Dobbiaco en Italie :
  - 5 km classique féminin. La Polonaise Justyna Kowalczyk gagne l'étape[66].
  - 10 km classique masculin. Le Suédois Daniel Richardsson remporte l'étape[67].

#### Snowboard
- Étape de la Coupe du monde à Kreischberg en Autriche, half-pipe : le Japonais Daisuke Murakami gagne l'épreuve masculine et la Tchèque Sarka Pancochova s'impose chez les féminines[68].

### Vendredi8 janvier

#### Biathlon
- Quatrième étape de la Coupe du monde à Oberhof en Allemagne : l'Allemande Simone Hauswald remporte le sprint féminin 7,5 km[69].

#### Football
- À quelques jours de l'ouverture de la CAN 2010, le bus de l'équipe du Togo est mitraillé par des indépendantistes des Forces de libération de l'État du Cabinda. Malgré neuf blessés dont deux gravement atteints (un joueur et un membre du staff), la CAF confirme la tenue de la compétition[70].

#### Rallye-raid
- Rallye Dakar, septième étape entre Iquique et Antofagasta au Chili. En catégorie moto, le Français Cyril Despres remporte l'étape. Le Qatarien Nasser Al-Attiyah s'impose en auto[71].

#### Skeleton
- Sixième des huit étapes de la Coupe du monde à Königssee en Allemagne : la Canadienne Mellisa Hollingsworth remporte l'épreuve féminine. Chez les hommes, le Letton Martins Dukurs s'impose[72].

#### Ski alpin
- Coupe du monde de ski alpin à Haus im Ennstal en Autriche, descente féminine en remplacement de celle non effectuée à Val d'Isère. Favorite, l'américaine Lindsey Vonn s'impose[73].

### Samedi9 janvier

#### Biathlon
- Quatrième étape de la Coupe du monde à Oberhof en Allemagne : le Russe Ievgueni Oustiougov remporte le sprint masculin 10 km[74].

#### Bobsleigh
- Sixième des huit étapes de la Coupe du monde à Königssee en Allemagne, bob à 2 masculin et féminin : les Allemandes Cathleen Martini et Romy Logsch s'imposent chez les dames[75] et leurs compatriotes Thomas Florschuetz et Andre Lange font de même chez les hommes[76].

#### Combiné nordique
- Neuvième des dix-neuf étapes de la Coupe du monde à Val di Fiemme en Italie : l'Autrichien Felix Gottwald s'impose[77].

#### Football
- Trente-deuxièmes de finale de Coupe de France avec l'entrée en lice des clubs de Ligue 1. Nombreux matchs reportés en raison des mauvaises conditions météorologiques (neige).

#### Football américain
- NFL, Wild Cards : les Jets de New York s'imposent 24-14 chez les Bengals de Cincinnati[78]. Les Cowboys de Dallas gagnent à domicile 34-14 face aux Eagles de Philadelphie.

#### Luge
- Sixième des dix étapes de la Coupe du monde à Winterberg en Allemagne : l'Italien Armin Zöggeler gagne l'étape du jour[79].

#### Saut à ski
- Étape de la Coupe du monde à Tauplitz en Autriche : le Slovène Robert Kranjec s'impose[80].

#### Ski acrobatique
- Étape de la Coupe du monde à Calgary au Canada : Bosses hommes et dames. Dale Begg-Smith s'impose chez les hommes[81].
- Étape de la Coupe du monde aux Contamines en France : ski cross hommes et dames. Course reportée au 10 janvier[82].

#### Ski alpin
- Étape de la Coupe du monde de ski alpin à Adelboden en Suisse, géant masculin. La course est annulée à cause du brouillard.
- Étape de la Coupe du monde de ski alpin à Haus im Ennstal en Autriche, descente féminine : l'Américaine Lindsey Vonn confirme sa domination sur la discipline avec cette nouvelle victoire[83].

#### Ski de fond
- Tour de ski, sixième étape à Val di Fiemme en Italie : la Slovène Petra Majdic gagne le 10 km style classique féminin[84] et le Tchèque Lukáš Bauer remporte le 20 km style classique masculin[85].

#### Tennis
- Saison 2010 de l'ATP :
  - Open de Doha à Doha au Qatar, finale : le Russe Nikolay Davydenko bat l'Espagnol Rafael Nadal 0-6, 7-6, 6-4.
- Saison 2010 de la WTA :
  - Open de Brisbane à Brisbane en Australie, finale : la Belge Kim Clijsters bat sa compatriote Justine Henin 6-3, 4-6, 7-6.
  - Classic d'Auckland à Auckland en Nouvelle-Zélande, finale : la Belge Yanina Wickmayer bat l'Italienne Flavia Pennetta 6-3, 6-2.
- Hopman Cup à Perth en Australie, finale : L'Espagne bat la Grande-Bretagne par deux matchs à un.

#### Water-polo
- Italie, série A1 masculine : fin des matches allers de la phase régulière (8 places qualificatives pour la phase finale). Trois équipes en trois points devancent les autres de neuf points et plus : Rari Nantes Savona, Brixia Leonessa Nuoto et Pro Recco[86].

### Dimanche10 janvier

#### Biathlon
- Quatrième étape de la Coupe du monde à Oberhof en Allemagne : victoire du Norvégien Ole Einar Bjørndalen[87] et de l'Allemande Andrea Henkel[88] en départ en ligne.

#### Bobsleigh
- Sixième étape de la Coupe du monde à Oberhof en Allemagne, bob à quatre : l'Allemagne s'impose.

#### Combiné nordique
- Dixième des dix-neuf étapes de la Coupe du monde à Val di Fiemme en Italie : victoire de l'Américain Bill Demong[89].

#### Football
- Ouverture de la Coupe d'Afrique des nations de football 2010 en Angola : Angola 4-4 Mali[90].

#### Football américain
- NFL, Wild Cards : les Baltimore Ravens s'imposent chez les New England Patriots[91]. Les Arizona Cardinals s'imposent à domicile 51-45 après prolongation face aux Green Bay Packers.

#### Golf
- PGA Tour, Championnat SBS à Hawaii : victoire de l'Australien Geoff Ogilvy[92].
- Tour européen, Open d'Afrique en Afrique du Sud : victoire du Sud-Africain Charl Schwartzel[93].

#### Luge
- Sixième des dix étapes de la Coupe du monde à Winterberg en Allemagne. Victoire de l'Allemande Natalie Geisenberger[94].

#### Rallye-raid
- Rallye Dakar, huitième étape entre Antofagasta et Copiapo au Chili : 54e victoire d'étape sur le Dakar pour le Français Stéphane Peterhansel ; record du genre[95]. Il s'impose en auto à Copiapo et le Chilien Francisco Lopez Contardo remporte l'étape à moto[96].

#### Saut à ski
- Étape de la Coupe du monde à Tauplitz en Autriche : l'Autrichien Gregor Schlierenzauer s'impose[97].

#### Ski acrobatique
- Étape de la Coupe du monde à Calgary au Canada, sauts.
- Étape de la Coupe du monde aux Contamines en France : ski cross hommes et dames : victoires du Français Xavier Kuhn et de la Canadienne Ashleigh McIvor[98].

#### Ski alpin
- Étape de la Coupe du monde de ski alpin à Adelboden en Suisse, slalom masculin : victoire du Français Julien Lizeroux[99].
- Étape de la Coupe du monde de ski alpin à Haus im Ennstal en Autriche, super géant féminin : victoire de l'Américaine Lindsey Vonn[100].

#### Ski de fond
- Tour de ski, huitième et dernière étape à Val di Fiemme en Italie : le Tchèque Lukáš Bauer remporte l'épreuve chez les hommes tandis que la Polonaise Justyna Kowalczyk s'impose chez les dames[101].

#### Snowboard
- Étape de la Coupe du monde à Bad Gastein en Autriche, snowboard cross : victoires de l'Américain Nate Holland et de l'Américaine Lindsey Jacobellis[102].

#### Tennis
- Saison 2010 de l'ATP :
  - Open de Brisbane à Brisbane en Australie, finale : l'Américain Andy Roddick bat le Tchèque Radek Štěpánek 7-6, 7-6.
  - Open de Chennai à Chennai en Inde, finale : le Bosnien Marin Čilić bat le Suisse Stanislas Wawrinka 7-6, 7-6.

### Lundi11 janvier

#### Baseball
- Soupçonné de dopage de longue date, Mark McGwire admet avoir utilisé des stéroïdes pendant sa carrière[103].

#### Football
- Coupe d'Afrique des nations de football 2010 en Angola, premier tour : Malawi 3-0 Algérie et Côte d'Ivoire 0-0 Burkina Faso.

#### Rallye-raid
- Rallye Dakar, neuvième étape entre Copiapo et La Serena au Chili : victoires du Qatarien Nasser Al-Attiyahen auto[104] et de l'Espagnol Marc Coma à moto[105].

### Mardi12 janvier

#### Football
- Coupe d'Afrique des nations de football 2010 en Angola, premier tour : Égypte 3-1 Nigeria et Mozambique 2-2 Bénin.

#### Rallye-raid
- Rallye Dakar, dixième étape entre La Serena et Santiago du Chili au Chili : en auto, l'Espagnol Carlos Sainz s'impose et consolide sa place de leader du classement général[106]. En catégorie moto, quatrième victoire sur cette édition pour le leader espagnol Marc Coma[107].

#### Ski alpin
- Étape de la Coupe du monde de ski alpin à Flachau en Autriche, slalom féminin : victoire de l'Autrichienne Marlies Schild[108].

### Mercredi13 janvier

#### Biathlon
- Cinquième étape de la Coupe du monde à Ruhpolding en Allemagne : victoire de la Suédoise Anna Carin Olofsson-Zidek en sprint[109].

#### Football
- Coupe d'Afrique des nations de football 2010 en Angola, premier tour : Cameroun 0-1 Gabon et Zambie 1-1 Tunisie.

#### Rallye-raid
- Rallye Dakar, onzième étape entre Santiago du Chili et San Juan en Argentine. Le Néerlandais Frans Verhoeven s'impose à moto[110] et le Français Guerlain Chicherit gagne en auto[111].

#### Ski acrobatique
- Étape de la Coupe du monde à L'Alpe d'Huez en France, ski cross hommes et dames : les finales sont annulées. En prenant en compte les performances enregistrées lors des qualifications, victoire du Canadien Christopher Del Bosco et de la Canadienne Kelsey Serwa[112].

### Jeudi14 janvier

#### Biathlon
- Cinquième étape de la Coupe du monde à Ruhpolding en Allemagne, sprint masculin : victoire du Norvégien Emil Hegle Svendsen[113].

#### Football
- Coupe d'Afrique des nations de football 2010 en Angola, premier tour : Algérie 1-0 Mali et Angola 2-0 Malawi.

#### Rallye-raid
- Rallye Dakar, douzième étape entre San Juan et San Rafael en Argentine.

#### Ski acrobatique
- Étape de la Coupe du monde à Deer Valley aux États-Unis, bosses : victoires de l'Australien Dale Begg-Smith chez les hommes et de l'Américaine Heather McPhie chez les femmes.

### Vendredi15 janvier

#### Biathlon
- Cinquième étape de la Coupe du monde à Ruhpolding en Allemagne, relais féminin : victoire des Suédoises[114].

#### Football
- Coupe d'Afrique des nations de football 2010 en Angola, premier tour : Côte d'Ivoire 3-1 Ghana.

#### Rallye-raid
- Rallye Dakar, treizième étape entre San Rafael et Santa Rosa en Argentine.

#### Skeleton
- Septième des huit étapes de la Coupe du monde à Saint-Moritz en Suisse.

#### Ski acrobatique
- Étape de la Coupe du monde à Deer Valley aux États-Unis, sauts.

#### Ski alpin
- Étape de la Coupe du monde de ski alpin à Wengen en Suisse, super combiné masculin : victoire de l'Américain Bode Miller.

#### Snowboard
- Étape de la Coupe du monde à Veysonnaz en Suisse, snowboard cross : victoires du Français Pierre Vaultier chez les hommes et de la Norvégienne Helene Olafsen chez les femmes.

#### Tennis
- Saison 2010 de la WTA. Open de Brisbane à Brisbane en Australie, finale : la Russe Elena Dementieva bat l'Américaine Serena Williams 6-3, 6-2.

### Samedi16 janvier

#### Biathlon
- Cinquième étape de la Coupe du monde à Ruhpolding en Allemagne, départ en ligne féminin et masculin.

#### Combiné nordique
- Onzième des dix-neuf étapes de la Coupe du monde à Chaux-Neuve en France.

#### Football
- Coupe d'Afrique des nations de football 2010 en Angola, premier tour : Nigeria - Bénin et Mozambique - Égypte.

#### Football américain
- NFL, finales de division (1/4 f.) : (NFC) (4) Cardinals de l'Arizona à (1) Saints de La Nouvelle-Orléans, (AFC) (6) Ravens de Baltimore à (1) Colts d'Indianapolis.

#### Patinage de vitesse
- Première des deux journées de compétitions des championnats du monde de sprint à Obihiro au Japon.

#### Rallye-raid
- Rallye Dakar, quatorzième et dernière étape entre Santa Rosa et Buenos Aires en Argentine.

#### Saut à ski
- Étape de la Coupe du monde à Sapporo au Japon.

#### Ski alpin
- Étape de la Coupe du monde de ski alpin à Wengen en Suisse, descente masculine.
- Étape de la Coupe du monde de ski alpin à Maribor en Slovénie, géant féminin.

#### Ski de fond
- Étape de la Coupe du monde à Otepaeae en Estonie, 15 km classique masculin et 10 km classique féminin.

#### Tennis
- Saison 2010 de l'ATP.
  - Victoire 6-3, 5-7, 7-6 de l'Américain John Isner face au Français Arnaud Clément en finale de l'Open d'Auckland.
  - Finale du Tournoi de Sydney. Le Français Richard Gasquet rencontre le Chypriote Márcos Baghdatís en finale.
- Saison 2010 de la WTA. L'Ukrainienne Alona Bondarenko s'impose en finale des Internationaux d'Hobart contre l'Israélienne Shahar Peer.

### Samedi30 janvier

#### Football
- Coupe d'Afrique des nations 2010 : à la suite de son retrait à cause d'une « décision prise les autorités politiques », la Confédération africaine de football suspend l'équipe du Togo pour les deux éditions suivantes de la coupe d'Afrique des nations de 2012 et 2014[115].

### Football
- Coupe d'Afrique des nations 2010 : victoire de l'équipe d'Égypte 1-0 en finale contre l'équipe du Ghana, à Luanda.

### Handball
- Championnat d'Europe masculin 2010 : victoire de l'équipe de France 25-21 en finale contre l'équipe de Croatie, à Vienne.

### Tennis
Roger Federer remporte son 16e titre du Grand Chelem (C'est son propre record devant Pete Sampras, 14 titres) à l'Open d'Australie face à Andy Murray 6/3, 6/4, 7/6, l'Angleterre qui attend toujours depuis Fred Perry son successeur